# ゲーリー・リード
ゲーリー・リード（Gary Reed, 1981年10月25日 - ）は、カナダの陸上競技選手（中距離）。
現在の800mカナダ記録保持者(1,43.93)。

## 経歴
国際大会初出場は世界陸上（800m予選敗退に終わる）。
2005年世界陸上選手権では800mで初の決勝進出を果たす（1,46.20で8位）。
2006年 イタリア・リエティでの国際大会でカナダ記録となる1,43.93をマークし、同国のアシュラフ・タディリとともに世界の中距離を担う一角となる。
ついに2007年世界陸上選手権では決勝にしては前代未聞のスローペースに有力選手が苦しむ中2位に入り、同種目カナダ選手初のメダルを獲得した。

## 個人記録
| 種目  | タイム  | 日時          |
| ----- | ------- | ------------- |
| 800 m | 1,43.68 | 2008年7月29日 |